# Defense Advanced Research Projects Agency
La Defense Advanced Research Projects Agency (DARPA, lett. "Agenzia per i progetti di ricerca avanzata di difesa") è un'agenzia governativa del Dipartimento della difesa degli Stati Uniti d'America incaricata dello sviluppo di nuove tecnologie per uso militare.

## Descrizione
DARPA è stata responsabile dello sviluppo e dell'implementazione di tecnologie importanti, che avrebbero influito notevolmente nella vita comune di milioni di cittadini del mondo: tra queste includiamo le reti informatiche (fondarono ARPANET, che si sviluppò nel moderno Internet), e di oN Line System (NLS), che è a livello di creare ipertesti con l'uso di un'interfaccia grafica.
Il suo nome originario era Advanced Research Projects Agency (ARPA), ma fu rinominata DARPA (indicando che il suo scopo era la difesa militare) il 23 marzo 1972; il 22 febbraio 1993 tornò ARPA, e ancora DARPA l'11 marzo 1996. La DARPA fu fondata nel 1958 in risposta al lancio della sonda sovietica Sputnik l'anno precedente, con lo scopo di mantenere le capacità tecnologiche statunitensi al passo, e possibilmente all'avanguardia, rispetto a quelle dei nemici.
La DARPA è indipendente nel proprio operato dalle influenze di altre agenzie governative e fa rapporto esclusivamente ai più alti ranghi del Dipartimento della difesa. Vi lavorano circa 220 persone (di cui 100 program manager), attivi su circa 250 programmi di ricerca e sviluppo, per un budget complessivo di circa 3 miliardi di dollari. Si tratta di budget calcolati su una media, poiché la DARPA si concentra su progetti a breve termine (dai 2 ai 4 anni di studi) gestiti da piccole squadre di ricerca e aziende tecnologiche, generalmente costituite ad hoc.

## Programmi e progetti
- Airborne Launch Assist Space Access, un programma che si prefissa di "progettare e produrre un razzo in grado di lanciare un satellite di 100 chilogrammi in orbita terrestre bassa per meno di 1 milione di dollari".
- DARPA Falcon Project, un programma che, tra i vari obiettivi mira a sviluppare la costruzione di un veicolo in grado di raggiungere velocità ipersoniche, lo sviluppo del suo sistema di lancio e il lancio di piccoli satelliti in orbita terrestre.
- US2QC, un programma che mira ad approcciare l’informatica quantistica per operazioni utili su scala industriale.[3] La sigla US2QC sta per "Underexplored Systems for Utility-Scale Quantum Computing".[4]
- DARPA Qbi, un programma che si propone di valutare il Quantum Computing di aziende private. Questo progetto è il naturale proseguimento di US2QC (Underexplored Systems for Utility-Scale Quantum Computing). Nel 2025 le aziende in lizza sono rimaste le seguenti: 1) Microsoft; 2) PsiQuantum (una società privata fondata nel 2016 con sede a Palo Alto, California).[5]